# Белокрила лястовица
Белокрилите лястовици (Tachycineta albiventer) са вид дребни птици от семейство Лястовицови (Hirundinidae).
Разпространени са в по-голямата част на Южна Америка, извън тихоокеанското крайбрежие, високите планини и южните части на континента. Достигат дължина 14 сантиметра и маса 14 – 17 грама. Хранят се главно с насекоми, които улавят при полет във въздуха.